# Holboellia chapaensis
Holboellia chapaensis là một loài thực vật có hoa trong họ Lardizabalaceae. Loài này được Gagnep. mô tả khoa học đầu tiên năm 1938.